# Льюїс Голл
Льюїс Кіран Голл (англ. Lewis Kieran Hall, нар. 8 вересня 2004, Слау) — англійський футболіст, лівий захисник та півзахисник «Челсі» і молодіжної збірної Англії. На умовах оренди грає за «Ньюкасл Юнайтед».

## Клубна кар'єра
Льюїс Голл народився 8 вересня 2004 року в Слау, графство Беркшир і розпочинав грати у футбол у футбольній академії клубу "Бінфілд". У 2012 році Голл приєднався до академії «Челсі», з яким підписав свій перший контракт влітку 2021 року. 22 грудня 2021 року Голл вперше потрапив до заявки основної команди в чвертьфінальному матчі Кубка ліги проти «Брентфорда» (2:0) на виїзді, але на поле не вийшов.
8 січня 2022 року Голл дебютував за «синіх», зігравши у третьому раунді Кубка Англії проти «Честерфілда» (5:1) на «Стемфорд Брідж», де віддав результативну передачу під час третього голу. Вийшовши в матчі проти «Честерфілда», Голл став наймолодшим гравцем, який починав в основі матч Кубка Англії у складі «Челсі».
12 листопада 2022 року дебютував в англійській Прем'єр-лізі, вийшовши в стартовому складі на матч проти «Ньюкасл Юнайтед» (0:1).

## Виступи за збірні
Голл представляв юнацькі збірні Англію, починаючи з команди до 15 років.
21 вересня 2022 року Холл дебютував у збірній Англії U19 під час перемоги з рахунком 2:0 у кваліфікації Чемпіонату Європи УЄФА серед юнаків до 19 років проти Чорногорії в Данії .

## Особисте життя
Його старший брат, Коннор Голл, також став футболістом, але грав виключно за нижчолігові клуби.